# Beatriz Seibel
Beatriz Seibel (Buenos Aires, Argentina; 6 de enero de 1934 - Idem; 6 de agosto de 2018) fue una actriz, directora e investigadora teatral y dramaturga argentina.

## Carrera
Perteneció a la generación de escritoras argentinas de teatro entre las que están Griselda Gambaro, Aída Bortnik, Diana Raznovich, Hebe Uhart, Roma Mahieu y Susana Torres Molina. Su línea de trabajo estaba muy emparentada con la de figuras como Raúl Castagnino, Luis Ordaz o José Marial.
Debutó en teatro con Marcelo Lavalle en el Instituto de Arte Moderno en 1957, en Verano y humo de Tennessee Williams, con Norma Aleandro y Emilio Alfaro. Antes se había recibido de Contadora Pública en la Universidad Nacional de La Plata. En 1959, estrenó Los sueños del rey Bombo, primera obra de María Elena Walsh dirigida por Roberto Aulés, siendo la protagonista en el personaje de la Reina Bombilla.
Desde 1962 trabajó con el director español Manuel Benítez Sánchez Cortés en distintas salas y en Canal 7. En 1964 con la misma compañía trabajó en el Teatro Municipal San Martín y en gira por el país, en Don Gil de las calzas verdes de Tirso, con Norma Aleandro y José María Vilches, entre otros. Después actuó en el Museo Larreta, en el Museo Fernández Blanco, en el Teatro Alvear y en televisión.
En 1965 comenzó a dirigir con De gatos y lunas de su autoría, donde también actuó y obtuvo premios en el V Festival de Necochea. A partir de ahí dirigió más de 20 puestas, en su mayoría con libros propios, hizo giras, ciclos de televisión.
Sus libros y ensayos sobre la historia del teatro argentino son un aporte de incalculable valor para la cultura nacional y son reconocidos en el mundo como material de consulta.
Investigadora independiente, autora y directora teatral, ha publicado 23 libros desde 1982 y más de 230 artículos en el país y en el exterior. Ha ejercido la docencia y también la práctica teatral como autora, directora y actriz. Ha concurrido a cerca de 80 Congresos, Encuentros y Festivales de Teatro en Argentina, Latinoamérica, EE. UU. y Europa.
Desde 1974 se dedicó a la investigación teatral y publicó más de 200 artículos en el país y en el exterior.
Trabajó como docente, jurado, participó en más de 70 Congresos y Festivales en el país y en el exterior, creó el Archivo Histórico del Teatro Nacional Cervantes, entre otras actividades.
En 2001 la Asociación Argentina de Actores y el Senado de la Nación le otorgaron una mención de honor en los Premio Podestá a la Trayectoria Honorable y en 2015, la medalla por sus 50 años de afiliación al sindicato.
Seibel murió a los 86 años el 7 de agosto de 2018 por causas naturales.

## Teatro
Como actriz:
- 1964: Don Gil de las calzas verdes.
- 1960: El chocolatín de Frank Brown
- 1959: Pequeña historia del teatro de los niños
- 1959: Los sueños del rey Bombo
- 1957: Verano y humo.

Como autora:
- El amor y punto
- Nací o me hice
- El Amor
- Crónicas de mi gente

Como directora:
- 2003: Siete veces Eva con María Elina Rúas.
- 1972: El amor y punto.
- 1967: Una corona para Sansón
- 1965: De gatos y lunas.

## Libros[9]
- Teatro argentino en el exterior. Emigrados y nómades 1822-1973.[10]
- Tomo 10 Obras del siglo XX: 2ª década -II (2013)
- Vida de circo: Rosita de la Plata, una estrella argentina en el mundo (2012).[11]
- Antología de Obras de Teatro Argentino, Tomo 1 Sainetes urbanos y gauchescos 1800-1814 (2007).
- Historia del Teatro Argentino: desde los rituales hasta 1930 Vol. I y II (2002/2010)
- Antología de obras de teatro argentino (12 tomos)
- El Cantar del Payador (1998).
- El teatro y los autores
- Historia del circo (1993)
- Crónicas de la Semana Trágica
- De ninfas a capitanas (1990)
- El teatro "bárbaro" del interior (1985)
- Los artistas transhumantes (1985)

## Premios y distinciones[7]
- Premios Teatro del Mundo 2016 en Ensayística. Trabajos Destacados, octubre de 2015-septiembre de 2016. Centro Cultural Ricardo Rojas, Universidad de Buenos Aires. Por Teatro: argentinos en el exterior, Emigrados y nómades 1822-1973.
- Argentores. Homenaje por las Bodas de Oro -50 años de socia de la institución. Buenos Aires, 12/9/2016.[12]
- Premios Podestá 2015. En el 50.º aniversario de su afiliación. Asociación Argentina de Actores. Senado de la Nación, 19/10/2015.[13]
- Premio Especial Florencio Sánchez 2014. Por su valiosa tarea de investigación sobre la evolución de la escena nacional. Casa del Teatro.[14]
- Premios Konex 2014. Diploma al Mérito en Ensayo de Arte. Ciudad Cultural Konex, 16/9/2014.
- Premios Teatro del Mundo 2013 en Ensayística y Edición, octubre de 2012-septiembre de 2013. Centro Cultural Ricardo Rojas, Universidad de Buenos Aires. Por Vida de circo: Rosita de la Plata, una estrella argentina en el mundo y Antología de Obras de Teatro Argentino.
- Premio Teatro del Mundo 2012 en Trayectoria. Octubre de 2011-septiembre de 2012. Centro Cultural Ricardo Rojas, Universidad de Buenos Aires.
- Premio Teatro del Mundo 2012 en Ensayística. Octubre de 2011-septiembre de 2012. Centro Cultural Ricardo Rojas, Universidad de Buenos Aires. Por Historia del Teatro Nacional Cervantes 1921-2010.
- Premio Trinidad Guevara 2011 a la Trayectoria Femenina.[15][16]
- Premio Mayor Teatro del Mundo en Edición, octubre de 2009-septiembre de 2010. Centro Cultural Ricardo Rojas, Universidad de Buenos Aires. Por Antología de Obras de Teatro Argentino.
- Galardón Susini. Consejo Profesional de Radio, Argentores, 1 de septiembre de 2010.
- Premio a la trayectoria de AINCRIT –Asociación Argentina de Investigación y Crítica Teatral. II Jornadas Nacionales de Investigación y Crítica Teatral, 27-29/4/2010, Feria del Libro, Centro Cultural de la Cooperación.
- Trabajos Destacados Premio Teatro del Mundo en Edición, octubre de 2008-septiembre de 2009, Centro Cultural Ricardo Rojas, Universidad de Buenos Aires. Por Antología de Obras de Teatro Argentino, T. 5.
- Mención 8 de Marzo Margarita de Ponce: Por el Aporte a la Investigación, marzo de 2009, Unión de Mujeres de la Argentina.
- Trabajos Destacados Premio Teatro del Mundo en Edición, octubre de 2007-septiembre de 2008, Centro Cultural Ricardo Rojas, Universidad de Buenos Aires. Por Antología de Obras de Teatro Argentino, T. 2/3.
- Trabajos Destacados Premio Teatro del Mundo en Edición, octubre de 2006-septiembre de 2007, Centro Cultural Ricardo Rojas, Universidad de Buenos Aires. Por Antología de Obras de Teatro Argentino, Tomo 1.
- Beca Nacional Año 2005 Especialidad Teatro. Fondo Nacional de las Artes, 2006.
- Premio Teatro del Mundo en Ensayística. VIII Jornadas Nacionales de Teatro Comparado, Centro Cultural Ricardo Rojas, Universidad de Buenos Aires, 2002. Por el libro Historia del teatro argentino desde los rituales hasta 1930.
- Mención de Honor 2001. Premios Podestá a la Trayectoria Honorable de la Asociación Argentina de Actores.
- Premio del Senado de la Nación
- Concurso de Ensayo José Hernández 2000 El teatro argentino y su aporte a la identidad nacional: Por el ensayo La revelación de nosotros mismos.
- Premios Municipales: Premio en Ensayo Édito. Bienio 1992/1993: Por el libroHistoria del circo.
- Premios Nacionales: Mención Especial en Ensayo y Crítica. Producción 1989-1992 yPremio Fondo Nacional de las Artes de Fomento a la Producción Literaria Nacional 1989: Por el libro De ninfas a capitanas.